# Кубок Боснії і Герцеговини з футболу 2005—2006
Кубок Боснії і Герцеговини з футболу 2005–2006 — 12-й розіграш кубкового футбольного турніру в Боснії і Герцеговині. Володарем кубку вперше став Ораше.

## Календар
| Раунд       | Дата                        | Матчі | Клуби   |
| ----------- | --------------------------- | ----- | ------- |
| 1/16 фіналу | 21 вересня - 11 жовтня 2005 | 16    | 32 → 16 |
| 1/8 фіналу  | 19/26 жовтня 2005           | 16    | 16 → 8  |
| 1/4 фіналу  | 9/16-17 листопада 2005      | 8     | 8 → 4   |
| 1/2 фіналу  | 29 березня/12 квітня 2006   | 4     | 4 → 2   |
| Фінал       | 19 квітня/3 травня 2006     | 2     | 2 → 1   |

## 1/16 фіналу
| Команда 1            | Рахунок        | Команда 2        |
| -------------------- | -------------- | ---------------- |
| 21 вересня 2005      |                |                  |
| Сараєво              | 2:0            | Леотар           |
| Славія               | 4:4 (пен. 3:2) | Єдинство (Біхач) |
| Челік                | 0:1            | САШК Напредак    |
| Ораш'є               | 3:1            | Вележ            |
| Зриньські            | 5:0            | Козара           |
| Борац (Баня-Лука)    | 4:0            | Травнік          |
| Слога (Добой)        | 0:2            | Модрича          |
| Будучност (Бановичі) | 1:0            | Босна (Калесія)  |
| Радник (Бієліна)     | 2:3            | Іґман (Коніц)    |
| Жепче                | 7:0            | Тузла            |
| Рудар (Углєвик)      | 1:0            | Любич (Прнявор)  |
| Рудар (Какань)       | 3:1            | Вогоща           |
| Крешево              | 3:0            | Томислав         |
| 4 жовтня 2005        |                |                  |
| Слобода (Тузла)      | 0:1            | Желєзнічар       |
| Одзак 102            | 0:3            | Широкі Брієг     |
| 11 жовтня 2005       |                |                  |
| Посуш'є              | 3:0            | Єдинство (Брчко) |

## 1/8 фіналу
| Команда 1         | Заг.    | Команда 2            | 1-й матч | 2-й матч |
| ----------------- | ------- | -------------------- | -------- | -------- |
| 19/26 жовтня 2005 |         |                      |          |          |
| Зриньські         | 3:3 (ч) | Модрича              | 3:1      | 0:2      |
| Ораш'є            | 2:1     | Будучност (Бановичі) | 2:1      | 0:0      |
| Посуш'є           | 0:1     | Жепче                | 0:0      | 0:1      |
| Сараєво           | 7:1     | Борац (Баня-Лука)    | 4:0      | 3:1      |
| Желєзнічар        | 2:1     | Рудар (Углєвик)      | 2:0      | 0:1      |
| Широкі Брієг      | 2:1     | Рудар (Какань)       | 2:0      | 0:1      |
| САШК Напредак     | 0:5     | Славія               | 0:1      | 0:4      |
| Крешево           | 3:1     | Іґман (Коніц)        | 3:0      | 0:1      |

## 1/4 фіналу
| Команда 1           | Заг. | Команда 2  | 1-й матч | 2-й матч |
| ------------------- | ---- | ---------- | -------- | -------- |
| 9/16 листопада 2005 |      |            |          |          |
| Модрича             | 1:6  | Ораш'є     | 0:5      | 1:1      |
| Жепче               | 3:2  | Крешево    | 1:0      | 2:2      |
| Сараєво             | 1:4  | Желєзнічар | 1:1      | 0:3      |
| 9/17 листопада 2005 |      |            |          |          |
| Широкі Брієг        | 5:1  | Славія     | 4:0      | 1:1      |

## 1/2 фіналу
| Команда 1                 | Заг. | Команда 2    | 1-й матч | 2-й матч |
| ------------------------- | ---- | ------------ | -------- | -------- |
| 29 березня/12 квітня 2006 |      |              |          |          |
| Желєзнічар                | 1:2  | Широкі Брієг | 1:0      | 0:2      |
| Ораш'є                    | 3:2  | Жепче        | 2:1      | 1:1      |

## Фінал
| Команда 1               | Заг. | Команда 2 | 1-й матч | 2-й матч |
| ----------------------- | ---- | --------- | -------- | -------- |
| 19 квітня/3 травня 2006 |      |           |          |          |
| Широкі Брієг            | 0:3  | Ораш'є    | 0:0      | 0:3      |

### Перший матч
| 19 квітня 2006 17:00 (UTC+2) |

| Широкі Брієг | 0:0 | Ораш'є |
| ------------ | --- | ------ |
|              |     |        |

| Печара, Широкі Брієг Глядачів: 2 000 Арбітр: Ново Панич |

### Повторний матч
| 3 травня 2006 17:00 (UTC+2) |

| Ораш'є                  | 3:0 | Широкі Брієг |
| ----------------------- | --- | ------------ |
| Пеїч 54', 90' Кобас 79' |     |              |

| Міський стадіон, Ораш'є Глядачів: 3 000 Арбітр: Мевлудін Ефендич |